# Dzsungelvarjú

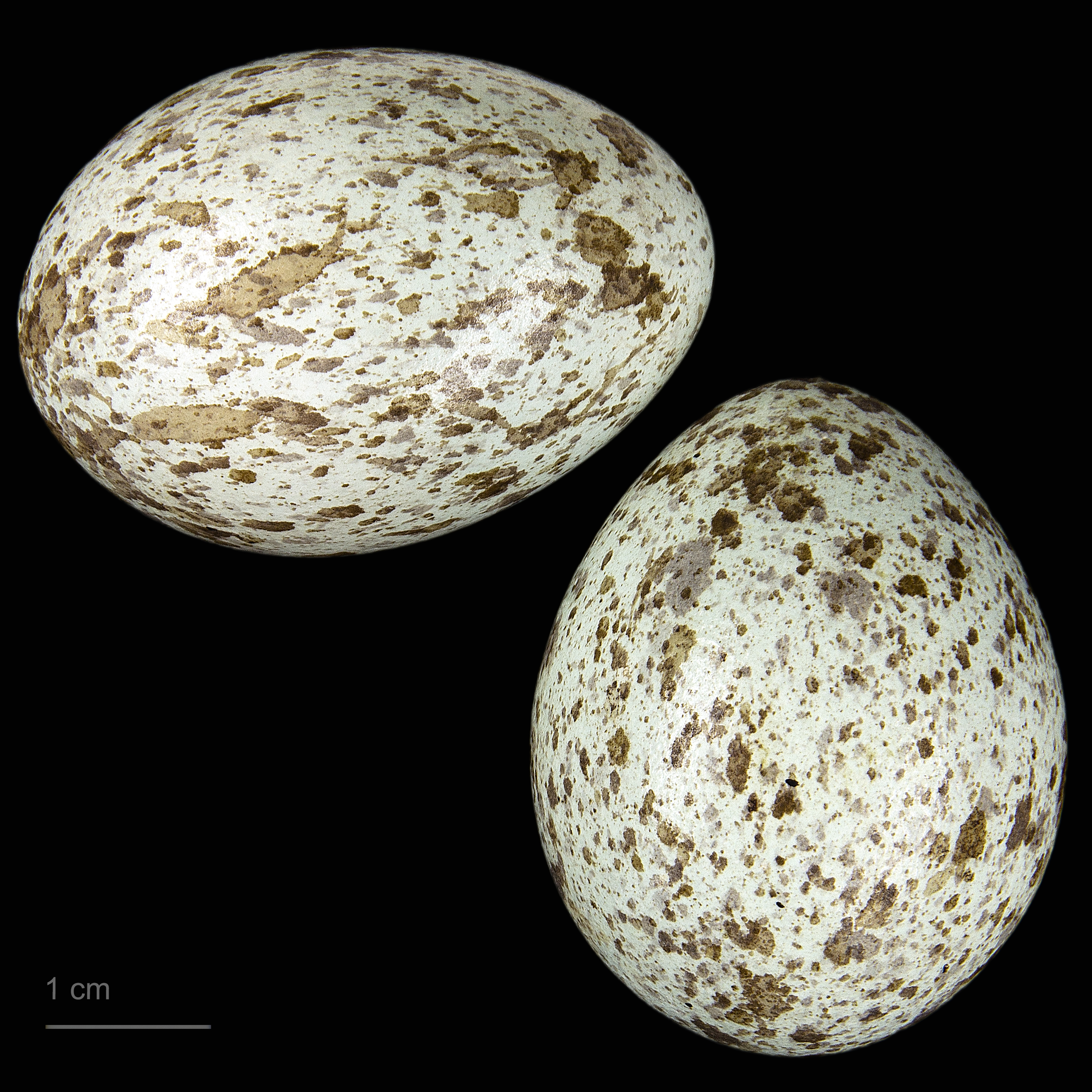
Corvus macrorhynchos

A dzsungelvarjú (Corvus macrorhynchos) a madarak (Aves) osztályának verébalakúak (Passeriformes) rendjébe, ezen belül a varjúfélék (Corvidae) családjába tartozó faj.

## Rendszerezése
A fajt Johann Georg Wagler német ornitológus írta le 1827-ben.

## Alfajai
- Corvus macrorhynchos japonensis (Bonaparte, 1850) - Szahalin déli része, a Kuril-szigetek és Japán
- Corvus macrorhynchos connectens (Stresemann, 1916) - a Rjúkjú-szigetek északi és középső szigetei
- Corvus macrorhynchos osai (Ogawa, 1905) - a Rjukjú-szigetek déli szigetei
- Corvus macrorhynchos mandshuricus (Buturlin, 1913) - Szibéria keleti és délkeleti része, Szahalin északi része, a Koreai-félsziget és Kína északkeleti része
- Corvus macrorhynchos colonorum (Swinhoe, 1864) - Kína középső és déli része, Tajvan, Hajnan és az Indokínai-félsziget északi része
- Corvus macrorhynchos tibetosinensis (O. Kleinschmidt & Weigold, 1922) - Tibet, a Himalája keleti vonulatai, Mianmar északi része és Délnyugat-Kína
- Corvus macrorhynchos intermedius (Adams, 1859) - Afganisztán, Pakisztán, India északi államai, Nepál és Bhután
- Corvus macrorhynchos macrorhynchos (Wagler, 1827) - a Maláj-félsziget középső és déli része, Szumátra, Jáva, Borneó és a Kis-Szunda-szigetek
- Corvus macrorhynchos philippinus (Bonaparte, 1853) -  a Fülöp-szigetek [2]

## Előfordulása
Afganisztán, Bhután, Dél-Korea, Észak-Korea, a Fülöp-szigetek, India, Indonézia, Irán, Japán, Kambodzsa, Kína, Kelet-Timor, Laosz, Malajzia, Mianmar, Nepál, Pakisztán, Oroszország, Szingapúr, Tajvan, Thaiföld és Vietnám területén honos. 
Természetes élőhelyei a szubtrópusi és trópusi síkvidéki és hegyi esőerdők, mangroveerdők, száraz erdők és szavannák, tengerpartok, folyók és patakok környéke, valamint vidéki kertek és városi régiók. Állandó, nem vonuló faj.

## Megjelenése
Testhossza 59 centiméteres, testtömege 450-1000 gramm,
|  |

## Természetvédelmi helyzete
Az elterjedési területe még rendkívül nagy, egyedszáma pedig stabil. A Természetvédelmi Világszövetség Vörös listáján nem fenyegetett fajként szerepel.